# Andrés Palop
Andrés Palop Cervera (L'Alcúdia, 1973. október 23. –) 2014 nyarán visszavonult spanyol labdarúgókapus. Legnagyobb sikereit a Valencia és a Sevilla kötelékében érte el. 2008 nyarán a spanyol labdarúgó-válogatottal aranyérmet szerzett az Ausztria és Svájc által megrendezett Európa-bajnokságon.

## Klub karrierje

### Ifjúsági csapatok
Palop szülővárosa csapatában, a CD L'Alcúdiaban kezdte pályafutását, később a Valencia CF kötelékébe került. Egy-két kisebb csapatnál eltöltött idő után a Valencia második számú csapatának lett a hálóőre. A spanyol harmadosztályban eltöltött két év alatt Palop végig a Valencia B kezdőcsapatában szerepelt.

### Villarreal CF
1997-ben a harmadosztályt kinövő Palopot klubja a másodosztályú Villarrealnak adta kölcsön. Vele a fedélzeten a sárga tengeralattjáró feljutott a spanyol első osztályba. Palop 1998. augusztus 31-én egy Real Madrid elleni 4:1-es vereség során debütált a spanyol élvonalban. Az idényt a 18. helyen zárták, így osztályozót kellett játszaniuk, melyet a Sevillával szemben elbuktak.

### Valencia CF
1999 nyarán visszatért a Valenciához, ahol Santiago Cañizares mögött a csapat második számú kapusának számított. A Valenciánál eltöltött 6 szezon alatt az élvonalban mindössze 43-szor lépett pályára, igaz a csapat tagjaként több jelentős trófeát nyert: kétszer lettek spanyol bajnokok, 2004-ben UEFA-kupát nyertek.

### Sevilla FC
2005 nyarán a 32 éves Palop a Sevillához szerződött. Első bajnoki mérkőzését új klubjában a Racing Santander ellen játszotta 2005. augusztus 28-án. Palop pályafutása legszebb éveit a Sevillánál töltötte, 2005 és 2013 között kétszer nyertek Király-kupát és UEFA-kupát. 2007. március 15-én, az UEFA-kupa nyolcaddöntőjének utolsó utáni percében a szöglethez felrohanó Palop gólt szerzett, ezzel hosszabbításra mentette a párharcot. Később, az Espanyol elleni, tizenegyesekkel megnyert döntőben 3 büntetőt is hárított.

A 40-hez közelítő - és csapatkapitány - Palopot Javi Varas szép lassan kiszorította a kezdőcsapatból.

### Bayer Leverkusen
2013 nyarán a német élvonalbeli Bayer Leverkusen igazolta le a tapasztalt hálóőrt. Az itt töltött egy idénye alatt a bajnokságban egyszer sem lépett pályára, csak barátságos mérkőzéseken jutott szerephez. 2014 tavaszán bejelentette visszavonulását.

## Válogatottság
Palop tagja volt a 2008-as Európa-bajnokságra utazó spanyol keretnek. A kupagyőztes csapatban egyszer sem lépett pályára.

## Sikerei, díjai

### Villarreal CF
- Spanyol másodosztály: 1998

### Valencia CF
- Spanyol bajnokság: 2002, 2004
- Spanyol szuperkupa: 1999
- UEFA-kupa: 2004
- UEFA-szuperkupa: 2004

### Sevilla FC
- UEFA-kupa: 2006, 2007
- UEFA-szuperkupa: 2006
- Spanyol kupa: 2007, 2010
- Spanyol szuperkupa: 2007

### Nemzetközi
- Európa-bajnokság: 2008